# Яново (Нідзицький повіт)
Яново (пол. Janowo, нім. Iwanken) — село в Польщі, у гміні Яново Нідзицького повіту Вармінсько-Мазурського воєводства.
Населення — 1040 осіб (2011).
У 1975-1998 роках село належало до Ольштинського воєводства.

## Демографія
Демографічна структура станом на 31 березня 2011 року:
|          | Загалом | Допрацездатний вік | Працездатний вік | Постпрацездатний вік |
| -------- | ------- | ------------------ | ---------------- | -------------------- |
| Чоловіки | 518     | 104                | 358              | 56                   |
| Жінки    | 522     | 99                 | 306              | 117                  |
| Разом    | 1040    | 203                | 664              | 173                  |